# مارک لستر
مارک لستر (به انگلیسی: Mark Lester) (زادهٔ ۱۱ ژوئیهٔ ۱۹۵۸) هنرپیشه اهل کشور بریتانیا است. او بیشتر در دهه‌های ۱۹۶۰ و ۱۹۷۰ میلادی در فیلم‌ها نقش کودکان و نوجوانان را بازی می‌کرد.

## قسمتی از فیلم‌شناسی
- الیور!
- فارنهایت ۴۵۱
- زیبای سیاه
- ردنک
- آهنگ
- شاهد عینی
- شاهزاده و گدا
- آدم بی‌سر و پا

## فرزندان مایکل جکسون
مارک لستر که از دوستان نزدیک مایکل جکسون بوده‌است ادعا می‌کند با اهدای اسپرم خود به مایکل و همسرش به او کمک کرده‌است تا آنها فرزندانی داشته باشند. او به خبرنگاران گفته‌است: دختر ۱۸ ساله من «اولیویا» کاملاً شبیه «پاریس» دختر مایکل است و این خود شاهدی بر ادعای من می‌باشد. مایکل از من خواست با اهدای اسپرم کمک کنم تا همسر او «دبی رو» صاحب فرزند شود و من این کار را برای او انجام دادم اما هرگز به صورت رسمی صحبتی از این ماجرا به میان نیامده است. او اضافه می‌کند این اتفاق سه بار تکرار شد و حالا من می‌خواهم به همه نشان دهم که صحبت‌های من درست است. پیشتر گمانه زنی شده بودکه آرنولد کلاین که پزشک مایکل جکسون بوده‌است پدر واقعی دو فرزندی بوده‌است که دبی رو به دنیا آورده‌است.